# 呉孟超
呉 孟超（ご もうちょう、1922年8月31日 - 2021年5月22日）は、中国の外科医、医学者。福建省閩清県雲龍郷出身。中国科学院院士。「中国肝胆の外科の父」と呼ばれている。

## 経歴
1922年8月31日、福建省閩清県雲龍郷で生まれる。同済大学付属中学を経て、1949年、同済大学医学院（現在の華中科技大学同済医学院）を卒業。同年、華東軍区人民医学院第一付属病院（後の第二軍医大学第一付属病院）に入局。2019年1月14日、呉孟超は退職した。
2021年5月22日、上海市楊浦区海軍軍医大学第一付属病院で病気のため死去した。98歳。

## 栄典
- 1991年、中国科学院院士

## 受賞
- 1986年、国家科学技術進歩賞一等賞
- 1994年、何梁何利科学技術進歩賞
- 2006年、国家最高科学技術賞